# Namco System 23
Namco System 23 es una Placa de arcade creada por Namco destinada a los salones arcade.

## Descripción
El Namco System 23 fue lanzada por Namco en 1997 y es muy similar al Namco Gorgon / System 22.5, solo que el System 23 tiene un procesador un poco más rápido (aunque es el mismo que la otra placa).
Esta placa posee un procesador  R4650 (MIPS III con instructiones especiales IDT) de 64-bit corriendo a 166 MHz, y del audio se encarga un  H8/3002 de 16-Bit a 16.384 MHz de gestionar el chip de audio Namco C352.
En esta placa funcionaron 5 títulos.

## Especificaciones técnicas

### Procesador
- R4650 (MIPS III con instructiones especiales IDT) de 64-bit corriendo a 166 MHz

### Audio
- H8/3002 de 16-Bit a 16.384 MHz

Chip de sonido
- - Namco C352 32 channel 42KHz stereo supported 8-bit linear and 8-bit muLaw PCM - 4 channel output

### Gráficos
- Namco Custom Texture Mapped Polygons Hardware, 1 text tilemap

## Lista de videojuegos
- Angler King
- Downhill Bikers
- Motocross Go!
- Panic Park
- Time Crisis 2 / Time Crisis II